# Arthromeris tatsienensis
Arthromeris tatsienensis är en stensöteväxtart som först beskrevs av Elias Fries, Amp; Bureau och Christ, och fick sitt nu gällande namn av Ren-Chang Ching. Arthromeris tatsienensis ingår i släktet Arthromeris och familjen Polypodiaceae. Inga underarter finns listade.